# Lincoln, Quận Adams, Wisconsin
Lincoln là một thị trấn thuộc quận Adams, tiểu bang Wisconsin, Hoa Kỳ. Năm 2010, dân số của thị trấn này là 289 người.